# Nederlands landskampioenschap voetbal 1905/1906
Osmnáctý ročník Nederlands landskampioenschap voetbal 1905/1906 (česky: Nizozemské fotbalové mistrovství) se účastnilo 16 klubů, které byli rozděleny do ve dvou skupin (Východní a Západní). Vítězové skupin odehrály dva zápasy o titul. Titul získal již podruhé v klubové historii HBS-Craeyenhout, který porazil ve finále EFC PW 1885 3:2 a 4:2.